# Jacob, l'homme qui combattit Dieu
Série
I patriarchi
(1964) Les Grands Chefs
(1965)
Pour plus de détails, voir Fiche technique et Distribution.
Jacob, l'homme qui combattit Dieu (Giacobbe, l'uomo che lottò con Dio) est un film sorti en 1963, réalisé par Marcello Baldi.
Basé sur le récit biblique, il est précédé chronologiquement par I patriarchi, qui sort cependant l'année suivante (1964), tandis que sa suite chronologique, Les Grands Chefs, sort en 1965.

## Synopsis
Jacob, fils d'Isaac, dérobe à son frère Ésaü son droit d'ainesse, avec l'aide de leur mère Rébecca. Devant la colère d'Ésaü, il doit s'enfuir et ne reviendra qu'après des années. Quand malgré la crainte, il revient vers Ésaü qui l'attend avec 400 hommes, l'affection fraternelle reprend le dessus et la paix se rétablit entre les deux frères.

## Fiche technique
- Titre français : 
  - Jacob, l'homme qui combattit Dieu
  - ou Jacob, l'homme qui lutte avec Dieu,
  - ou encore Jacob, l'amour, la haine et la violence[1]
- Titre original italien : Giacobbe, l'uomo che lottò con Dio
- Réalisation : Marcello Baldi
- Scénario : Ottavio Jemma (en), Giuseppe Mangione, d'après le Livre de la Genèse
- Musique : Teo Usuelli, Gino Marinuzzi Jr., sous la direction de Franco Ferrara
- Photographie : Marcello Masciocchi
- Montage : Giuliana Attenni, Lina Caterini
- Décors : Piero Poletto
- Costumes : Vittorio Bettini
- Pays :  Italie
- Genre : drame, biographie religieuse, Bible
- Année de sortie : 1963
- Date de sortie en salle en France : 21 novembre 1979, inédit à Paris, sorti en province[1]

## Distribution
- Giorgio Cerioni : Jacob
- Judy Parker : Rachel
- Alfredo Rizzo : Laban
- Glauco Onorato : Ésaü
- Gualtiero Tumiati : Isaac
- Rosalia Maggio : Rébecca
- Jole Mauro : Débora
- Nando Gazzolo : voix off (en italien)